# Van Ray
Carsten van Ray, genannt Van Ray (* 1984 in Düsseldorf) ist ein deutscher Künstler. In seiner Kunst verknüpft er detaillierte Schablonengraffiti mit Zeugnissen der Konsumgesellschaft und greift dabei in ironisierender Weise auf Schlüsselreize der modernen Popkultur zurück. Seine Kunst wird meist der Street Art, Pop Art oder Urban-Art zugeordnet. Van Ray gilt als einer der erfolgreichsten deutschen Urban-Art-Künstler.

## Karriere

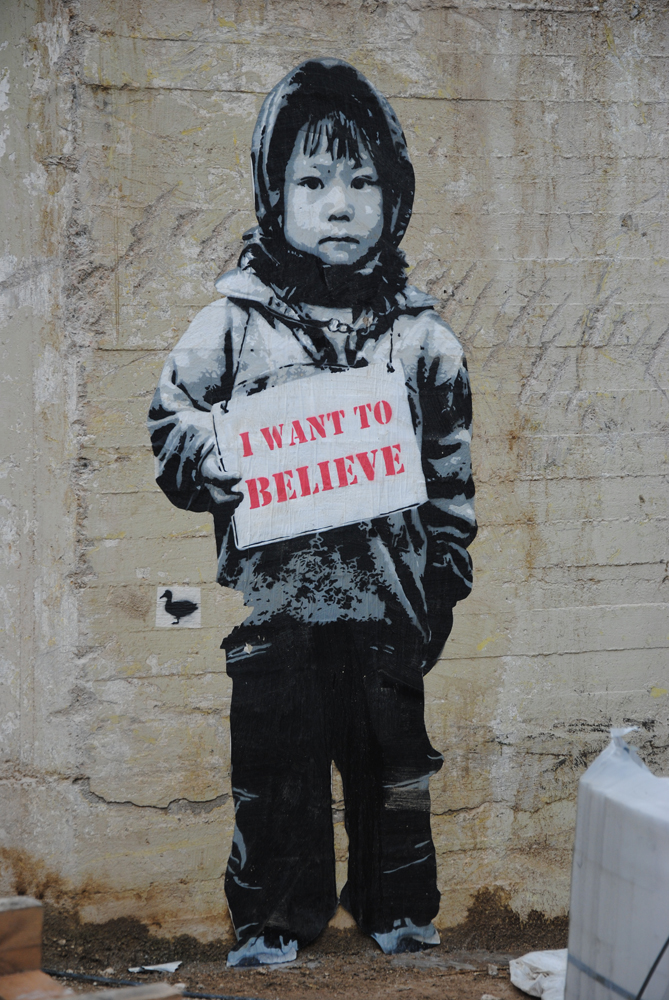
Plakat „I want to believe“ von Van Ray

Van Ray begann seine Karriere Ende der 90er Jahre mit dem Sprühen von Graffiti. Seine Werke dienten ihm dabei zunehmend als Mittel zur Kommunikation mit seiner Umwelt und als Ausdruck von Gesellschaftskritik. Diese öffentlichen Arbeiten entstanden unter Einsatz einer Vielzahl von Techniken, darunter Schablone, Graffiti, Plakat und Skulptur.
Nach seinem Umzug nach Köln gründete er 2007 mit Philipp Pongratz die Künstler-Kollaboration „fancyroom“, die sich die Verknüpfung von Graffiti und Grafikdesign zum Ziel gesetzt hatte. Das Ergebnis waren zahlreiche Textildesigns, die sowohl selbst vermarktet als auch im Auftrag von Modelabels entworfen wurden. Die Kollaboration löste sich 2010 auf.
Die Wertschätzung für Van Rays Arbeiten im öffentlichen Raum führte zu Anfragen von Galeristenseite, diese im Rahmen von Ausstellungen zu präsentieren. Im Winter 2010 nahm der Künstler mit seiner „Streets on Woods“-Serie an seiner ersten Ausstellung („Dirty Works“ – 30Works Galerie, Köln) teil. In den folgenden Jahren entwickelte sich Van Ray durch zahlreiche Arbeiten im öffentlichen Raum, Einzel- und Gruppenausstellungen, Live-Performances und Podiumsdiskussionen zu einem der bekanntesten deutschen Street-Art-Künstler.
Im Zuge des 25. Jubiläums des Berliner Mauerfalls wurde Van Ray 2014 vom Institut Pierre Werner zu einer öffentlichen Live-Performance in Luxemburg eingeladen.

## Techniken und Themen
Charakteristisch für seine Arbeiten ist Van Rays Einsatz einer speziellen Rosttechnik und detaillierter Schablonengraffiti. Als Trägermaterial werden meist alte Materialien wie Stahl, Metallautomaten, Emaille-Schilder oder Holzlatten verwendet.
Die Arbeiten spiegeln sowohl Elemente der Street Art als auch der Pop Art wider.
Mal leise ironisch, mal bewusst sardonisch wendet er bekannte Werbeslogans, Songtitel und Sprichwörter an, die im Bildkontext als expliziter Aufschrei gegen soziale Missstände, Konsumwahn und politische Versäumnisse gedeutet werden können. In Van Rays Arbeiten wird das offenkundig Schöne, Gefällige in den Kontext hässlicher Fakten gestellt und damit sozialkritisch gebrochen. Mit ihrer klaren Formensprache und der Reduktion auf das Wesentliche sind Van Rays Arbeiten geradezu sachlich.
Van Ray betonte zum Verhältnis von Kunst und Widerstand in einem Interview:

„Rebellion zeichnet sich nicht durch die Wahl einer bestimmten Technik aus, sondern vielmehr durch die Wahl der Krawattenfarbe.“

Seine Arbeiten sind immer mit seinem Logo, einem Enten-Piktogramm, signiert.

## Ausstellungen und Messen (Auswahl)
- 2021 – Life is a fucking rainbow, (so), Venet-Haus Galerie, Ulm.
- 2021 – AFA Hamburg, (me), Galerie Hegemann @ AFA Hamburg, Hamburg.
- 2021 – One Art Taipei, (me), Gin Huang Gallery @ One Art Taipei, Taipeh.
- 2021 – AFA NL, (me), Venet-Haus Galerie @ AFA Netherlands, Amsterdam.
- 2021 – KIAF, (me), Pigment Gallery @ Korean Int. Art Fair, Seoul.
- 2021 – Mixed, (gr), Christian Marx Galerie, Düsseldorf.
- 2021 – Fair for Art Vienna, (me), Neue Kunst Galerie @ Kunstmesse Wien, Wien.
- 2021 – Van Ray, (so), Art Gallery Wiesbaden, Wiesbaden.
- 2021 – Whaaaats Art Fair, (me), Gin Huang Gallery @ Int. Art Fair, Taipeh.
- 2021 – The Heist, (gr), Cafmeyer Gallery, Knokke.
- 2021 – Love on, (so), Neue Kunst Galerie, Karlsruhe.

- 2020 – Van Ray, (so), Gin Huang Gallery, Taipeh.
- 2020 – Contemporary Istanbul (VR), (me), Pigment Gallery @ Virtual CI, Istanbul.
- 2020 – X-Change, (gr.), Venet-Haus Galerie und Galerie Hegemann, Ulm/München.
- 2020 – Sympathy (feat. Patrizia Casagranda), (so), Neue Kunst Galerie, Karlsruhe.
- 2020 – Art Busan, (me), Pigment Gallery @ Art Busan Korea, Busan.
- 2020 – Fair for Art Vienna, (me), Neue Kunst Galerie @ Kunstmesse Wien, Wien.
- 2020 – Popeye No3, (gr), Galerie Wolfsen, Aalborg.
- 2020 – Wikam, (me), Neue Kunst Galerie @ Wikam, Wien.
- 2020 – Queens & Vandals (feat. Patrizia Casagranda), (gr), Art Gallery Wiesbaden, Wiesbaden.
- 2020 – Art Bodensee, (me), Neue Kunst Galerie @ Art Bodensee, Dornbirn.
- 2020 – Art Karlsruhe, (me), Neue Kunst Galerie @ Art Karlsruhe, Karlsruhe.
- 2020 – London Art Fair, (me), Venet-Haus Galerie @ London Art Fair, London.

- 2019 – Dare, (so), 30Works Galerie, Köln.
- 2019 – AAF, (me), Venet-Haus Galerie @ AAF, Hamburg.
- 2019 – Art Bodensee, (me), Neue Kunst Galerie @ Art Bodensee, Dornbirn.
- 2019 – Popeye No 2, (gr), Galerie Wolfsen, Aalborg.
- 2019 – Metronome Festival, (li), Live Performance @ Metronome Festival, Prag.
- 2019 – Art Karlsruhe, (me), Neue Kunst Galerie @ Art Karlsruhe, Karlsruhe.
- 2019 – Urban Works, (gr), Galerie Hegemann, München.
- 2019 – London Art Fair, (me), Venet-Haus Galerie @ London Art Fair, London.

- 2018 – Never Let Idiots Ruin Your Day, (so), 30Works Galerie, Köln.
- 2018 – 5 Years, (so), Venet-Haus Galerie, Ulm.
- 2018 – Fair for Art Vienna, (me), Neue Kunst Galerie @ Kunstmesse Wien, Wien.
- 2018 – Art Bodensee, (me), Neue Kunst Galerie @ Art Bodensee, Dornbirn.
- 2018 – Art Karlsruhe, (me), Neue Kunst Galerie @ Art Karlsruhe, Karlsruhe.
- 2018 – Rusted Reflections, (so), Neue Kunst Galerie, Karlsruhe.
- 2018 – London Art Fair, (me), Venet-Haus Galerie @ London Art Fair, London.

- 2017 – One Dollar Bill, (so), 30Works Galerie, Köln.
- 2017 – Sympathy for the Rebel, (so), Museum of Bergkamen.
- 2017 – Oxidated Optimism, (so), Ahoy Gallery, Palma.
- 2017 – Art Bodensee, (me), Neue Kunst Galerie @ Art Bodensee, Dornbirn.
- 2017 – Fuck Boring, (so), Venet-Haus Galerie, Ulm.
- 2017 – Wikam, (me), Neue Kunst Gallery @ Wikam, Wien.
- 2017 – Art Karlsruhe, (me), Neue Kunst Galerie @ Art Karlsruhe, Karlsruhe.
- 2017 – London Art Fair, (me), Venet-Haus Galerie @ London Art Fair, London.

- 2016 – Diamonds & Rust, (so), 30Works Galerie, Köln.
- 2016 – Art.Fair, (me), 30Works Galerie @ Art.Fair, Köln.
- 2016 – Wikam, (me), Neue Kunst Galerie @ Wikam, Wien.
- 2016 – Not Limits, (gr), Galerie Hegemann, München.
- 2016 – The Rust of Rebellion, (so), 30works Galerie, Köln.
- 2016 – Limits are made to be broken, (so),  Neue Kunst Galerie, Karlsruhe.
- 2016 – Art Karlsruhe, (me), Neue Kunst Galerie @ Art Karlsruhe, Karlsruhe.

- 2015 – GrossArtig, (gr),  Galerie Hegemann, München (Juni bis August 2015).[13]
- 2015 – Art.Fair, (me),  30Works Galerie @ Art.Fair, Köln.
- 2015 – What if it's all a lie?, (so),  30Works Galerie, Köln.
- 2015 – Stroke Art Fair, (me),  30Works Galerie @ Stroke Art Fair, München.
- 2015 – Urban Beauty, (gr),  Urban Art Gallery, Stuttgart.
- 2015 – Stealing Graffiti is a crime, (gr),       Galerie Kellermann, Düsseldorf.

- 2014 – Urban Art Festival, (gr),  KuFa, Luxemburg.
- 2014 – Fuck You, (so),       30Works Galerie, Köln.
- 2014 – Urban Art, (gr),           Galerie Hegemann, München.
- 2014 – Street Art, (gr),          Galerie am Dom, Kulturamt Wetzlar, Wetzlar.

- 2013 – Van Ray, (so),       Galerie Wagner+Marks, Frankfurt.
- 2013 – Dirty Works # 04, (gr),    30Works Galerie, Köln.

- 2012 – Expo for Mattia, (gr),     Palazzo Filangieri, Neapel.
- 2012 – to wild to die, (gr),      Galerie Alexandra Grass, Bielefeld.
- 2012 – Dirty Works # 03, (gr),    ATM Gallery Berlin, Berlin.

- 2011 – City Leaks, (gr),          30Works Galerie, Köln.
- 2011 – Van Ray, (so),       Plum Gallery, Schanghai.
- 2011 – Dirty Works # 02, (gr),    30Works Galerie, Köln.